# Kenneth Brylle Larsen
Kenneth Brylle Larsen, född 22 maj 1959 i Köpenhamn, Danmark, är en dansk före detta professionell fotbollsspelare (anfallare) och senare tränare som under 1980-talet gjorde 16 A-landskamper för Danmark och representerade landet i EM 1984. 
Brylle Larsen spelade bland annat för klubbar som Vejle BK, RSC Anderlecht, PSV Eindhoven och Olympique Marseille. En Uefacup-seger 1982/83 med Anderlecht blev höjdpunkten på klubblagskarriären.

## Spelarkarriär

### I klubblag
Född i Köpenhamn började Brylle spela fotboll med den lokala klubben Frederiksberg BK. Han spelade sedan för Hvidovre IF i den danska 2:a-divisionen och hjälpte klubben att klara uppflyttning till högstadivisionen år 1978. Innan början av 1979 års säsong flyttade dansken till rivalklubben Vejle Boldklub där han fick sitt nationella genombrott. Han gjorde 13 mål på 24 ligamatcher innan han efter bara en säsong tog sig utomlands för att spela professionellt för den belgiska klubben RSC Anderlecht. Brylle stannade fem år i klubben där han var med och vann ligan 1980/81. Den största framgången blev vinsten i 1982/83 års Uefacup där han också gjorde mål i den första finalmatchen när laget vann hemma mot Benfica med 1–0.
Brylle flyttade till nederländska PSV Eindhoven 1984 där han hade en lyckad tid med 17 gjorda ligamål och en andraplats i ligan. Flyttlasset gick sedan vidare i Europa och stannade till Olympique Marseille i Frankrike 1985. Här blev det en säsong och 6 mål på 35 ligamatcher innan Brylle 1986 flyttade tillbaka till Belgien, nu för att spela för Club Brugge där det blev tre säsonger. Dansken spelade totalt 101 matcher och gjorde 49 mål för klubben med vilken han också vann ligan 1988. Samma år blev han delad skyttekung i Uefacupen med sex gjorda mål. Säsongen 1986/87 var han under en kort utlånad till spanska CE Sabadell och han sedan fortsatte efter kontraktsslut med Brugge att spela kvar i Belgien; i tur och ordning med Beerschot VAC, Lierse SK och FC Knokke.

### I landslag
Brylle var uttagen i den danska truppen till EM 1984 där han var inhoppare i segermatchen mot Belgien som var avgörande för en plats i semifinalerna. Brylle kvitterade kort efter sitt inhopp belgarnas ledning till 2–2 i en match där Danmark till sist vann med 3–2. Brylle hoppade in i förlängningen i semifinalen mot Spanien i matchminut 113 och inledde straffskjutandet med att göra mål på sin straff. Detta räckte dock inte då Preben Elkjaer Larsen sköt Danmarks 5:e straff högt över den spanska målburen.

## Som tränare
Brylle Larsen blev FIFA-certifierad tränare och coachade lägre ligaklubbar som FC Knokke, KV Oostende, Eendracht Aalter, White Star Lauwe och Wielsbeke i Belgien. Han tränade sedan klubben där han tillbringade en del av sin tid som junior, Hvidovre IF, från 1 januari 2009 till 31 december 2010.
Från 2011 var Brylle åter tillbaka i Belgien och Club Brugge där han fungerade som scout och coachade anfallsavbytare under matcherna. Oklart idag (2018) om Brylle är kvar i klubben.

## Utanför planen
Brylle är idag belgisk medborgare.

## Meriter

### I klubblag
RSC Anderlecht
- Erste klasse A (Belgiska ligan) (1): 1980/81
- Uefacupen (1): 1982/83

 Club Brugge
- Erste klasse A (Belgiska ligan) (1): 1987/88

### I landslag
Danmark
- Spel i EM 1984 (semifinal)
- 16 landskamper, 2 mål

### Individuellt
- Delad skyttekung Uefacupen (1): 1988 (6 mål)

### Webbkällor
- Kenneth Brylle på DBU (danska)
- Kenneth Brylle på Voetbal International (nederländska)
- Kenneth Brylle på om1899.com (franska)
- Kenneth Brylle career statistics